# Libélulas de CDMX
Las Libélulas de Ciudad de México es un equipo de la Liga Mexicana de Baloncesto Profesional Femenil con sede en el Deportivo Victoria de las Democracias la Ciudad de México , México.

## Historia
En 2024 hicieron su debut en la Liga Mexicana de Baloncesto Profesional Femenil, llegando a la final, la cual pierden 3 juegos a 1 en contra de Mieleras de Guanajuato.

## Jugadores

### Roster
| Libélulas de Ciudad de México Temporada 2025 |    |                           |                                     |
| C U E R P O T É C N I C O                    |    |                           |                                     |
| Entrenadora                                  |    | Bandera de México         | Siria Paola Reyes Hernández         |
| Asistente                                    |    | Bandera de México         | Jimena Shaiel Buenrostro            |
| J U G A D O R A S                            |    |                           |                                     |
| Alera                                        | 3  | Bandera de México         | Melissa Gutiérrez Espejel           |
| Escolta                                      | 5  | Bandera de México         | Gabriela Cipatli Sánchez Morales    |
| Alera                                        | 6  | Bandera de México         | Gladiana Aidaly Ávila Jiménez       |
| Base                                         | 7  | Bandera de México         | Yarelli Mariana Padilla Ángeles     |
| Base                                         | 8  | Bandera de México         | Paola Evelyn Beltrán Araujo         |
| Pívot                                        | 9  | Bandera de México         | Mariana Sánchez Muñoz               |
| Pívot                                        | 10 | Bandera de Cuba           | Yayma Boulet Peillon                |
| Escolta                                      | 14 | Bandera de México         | Carmen Alexia González Lagunas      |
| Ala-Pívot/Pívot                              | 15 | Bandera de México         | Jazmín Valenzuela Álvarez           |
| Ala-Pívot                                    | 16 | Bandera de México         | Adriana Romero Chávez               |
| Base                                         | 18 | Bandera de México         | Abdi Jahdai Xicoténcatl Rodríguez   |
| Escolta                                      | 20 | Bandera de Estados Unidos | Justicia Mia Castañeda (Baja)       |
| Alero                                        | 24 | Bandera de México         | Ingrid Martínez Treviño             |
| Pívot                                        | 98 | Bandera de México         | Yolanda Cecilia Ugalde Castillo (J) |
| Ala-pívot                                    | 99 | Bandera de México         | Montserrat Oñate Aguilar            |
| = Capitán                                    |    |                           |                                     |
| = Lesionada                                  |    |                           |                                     |
| (J) = Juvenil                                |    |                           |                                     |

 =  Cuenta con nacionalidad mexicana. 